# 장길산
장길산(張吉山, ?~?)은 조선 숙종 때의 유협 협객 두목을 자처한 도적 집단 두목이었다. 조선왕조실록의 숙종실록에는 장길산에 관한 대목 및 기사가 짧게 언급되어 있으나 생몰 연도나 다른 행적에 대해서는 기록되어 있지 않다. 소설가 황석영의 《장길산》과 이를 원작으로 하는 만화 《장길산》, 드라마 《장길산》 등이 제작되어 사람들에게 널리 알려졌다.

## 실록
조선왕조실록에 기록된 장길산 관련 대목 및 기사는 2개이다. 하나는 1692년 평안도 양덕현에서 장길산을 잡으려 하였으나 실패하여 그 고을 현감을 좌천시켰다는 기록이고, 다른 하나는 1697년 이익화, 장영우 등의 반역 모의와 관련되어 이들이 장길산과 연루되어 있다고 주장된 부분이다. 특히 1697년의 실록 기사에서 숙종은 다음과 같이 하교하였다.
| “ | 극적 장길산은 날래고 사납기가 견줄 데가 없다. 여러 도로 왕래하여 그 무리들이 번성한데, 벌써 10년이 지났으나, 아직 잡지 못하고 있다. 지난번 양덕에서 군사를 징발하여 체포하려고 포위하였지만 끝내 잡지 못하였으니, 역시 그 음흉함을 알 만하다. 지금 이영창의 초사를 관찰하니, 더욱 통탄스럽다. 여러 도에 은밀히 신칙하여 있는 곳을 상세하게 정탐하게 하고, 별도로 군사를 징발해서 체포하여 뒷날의 근심을 없애는 것도 의논하여 아뢰도록 하라. | ” |
|   | — 조선왕조실록, 숙종 31권 |   |

실록은 장길산이 도적 무리의 우두머리였고 일부 반역에도 연루되어 있는 것으로 기록하고 있다. 또한, 홍길동, 임꺽정과 달리 장길산의 체포 기사가 실록에 없는 것으로 보아 장길산은 체포되지 않은 것으로 추측된다.

## 문학과 예술
황석영이 장길산을 주인공으로 한 소설을 쓴 이래 같은 이름의 만화, 드라마 등이 제작되었다.
- 1974년~1984년 소설 《장길산》, 황석영 한국일보 연재 및 출간[5]
- 1989년~1991년 만화 《장길산》 백성민
- 2004년 SBS 《장길산》